# Credera Rubbiano
Credera Rubbiano är en kommun i provinsen Cremona i regionen Lombardiet i Italien. Kommunen hade 1 572 invånare (2018).